# 村上ファンド
村上ファンド（むらかみファンド）とは、元通産官僚の村上世彰、元野村證券次長の丸木強、元警察官僚の滝沢建也らが率いていた、投資、投資信託、企業の買収・合併に関わるコンサルティングを行っていた投資顧問会社グループの通称である。中核となる企業は、株式会社M&Aコンサルティングや株式会社MACアセットマネジメントであった。

## 概要
「物言う株主」として注目を浴びることとなったファンドである。
運用資産額は、2006年3月末で4444億円（日本証券投資顧問業協会提出資料より）を超えており、そのうち3705億円が海外の大学財団などから、残り739億円が国内のオリックス、農林中央金庫、石油資源開発、ウシオ電機、立花証券などからの出資があるとされている。個人では、1999年同ファンド設立時に富士通総研理事長だった、第29代日本銀行総裁の福井俊彦が1000万円出資していた事が、2006年6月13日の参議院財政金融委員会で明らかにされた。
ファンド代表の村上世彰が、証券取引法違反（インサイダー取引）容疑で逮捕・起訴されたこともあり（詳しくは「村上ファンド事件」を参照のこと）、ファンドからの資金の引き上げなどがあり、ファンドは解散に追い込まれた。
2006年11月7日付けの東京新聞（中日新聞）で、ファンドが保有するほぼ全ての株式を売却していたことが報じられ、「年度内にもファンドは解散」となることが関係者の話で判明。2006年11月18日には、ファンドの日本国内拠点が六本木ヒルズから完全撤退した。
その後、村上は当時休眠会社だったレノを始め、オフィスサポートや南青山不動産、C&Iホールディングス、エスグラントコーポレーションなどを取得した上で上場企業の株式を運用している。このことが報じられた2013年以降はこれらの企業に加えて、村上本人やその娘である野村絢並びに村上フレンツェル玲が直接投資しているのを含め、報道機関では総称として「旧村上ファンド」と報じている。

## 企業構成
村上ファンドは、下記の企業および投資ファンドなどから構成されていた。

### 中核企業
- 株式会社M&Aコンサルティング（エムアンドエイコンサルティング）
  - 本社　東京都港区六本木六丁目10番1号 六本木ヒルズ森タワー20階
  - 事業内容　投資顧問業
  - 代表者　代表取締役 丸木強（2006年5月24日まで村上世彰）
  - 2000年1月に、オリックスの支援を受けて、同社グループで休眠会社のクロス・ウェーブ株式会社（研修施設運営会社）を株式会社エム・エイ・シーに商号変更する形で設立している[9]。2004年6月に、株式会社M&Aコンサルティングに商号変更。
- 株式会社MACアセットマネジメント（マックアセットマネジメント）
  - 本社　東京都港区六本木六丁目10番1号 六本木ヒルズ森タワー20階
  - 代表者　代表取締役 岡田裕久
  - 株主　有限会社オフィスサポート46%、株式会社オリックス45%
  - もともとは、こちらの社名がM&Aコンサルティング（エムアンドエイコンサルティング）であったが、2004年6月に商号を入れ替えるように変更。運用するファンドは新･M&Aコンサルティングに移管している。
  - ファンドの末期には、シンガポール法人のMAC ASSET MANAGEMENT PTE. LTD.を設立して資産を移転させ、MACアセットマネジメントは廃業している。
  - 2006年のニッポン放送の株式買占めの際に、買い付け主体となったのは、MACアセットマネジメントである。
- 株式会社エム・エー・シー（MAC）
  - 設立　1999年10月
  - 本社　東京都港区六本木六丁目10番1号 六本木ヒルズ森タワー20階
  - 代表者　代表取締役 村上世彰
  - 資本金　1000万円
  - 株主　有限会社オフィスサポート100%
  - 2005年11月の新日本無線のTOBの際に、直接の買い付け主体となったのは、MACである。

### 投資事業組合など
- MAC JASF投資事業組合
- MAC Small　Cap投資事業組合
- MAC バイアウト・ファンド第1号投資事業有限責任組合
- MAC DT投資事業組合
- SNFE MAC Japan Active Shareholder Fund（ケイマン諸島法有限責任組合（Limited Partner））
- MAC International（ケイマン諸島法人）
- MAC International Asset Holdings（ケイマン諸島法人）
- MAC Japan Unit Trust Limited（ケイマン諸島法特別目的会社（SPC） ）
- MAC Leveraged 投資事業組合
- MAC BOF 第1号投資事業組合
- MAC Corporate Governance 投資事業組合

## 歴史
- 1999年 - 通産省を退職した村上世彰が「株式会社エム・エー・シー」を設立
- 2000年 - 東証2部上場企業であった昭栄の株を1000円でTOB（株式公開買い付け）を実施。日本で初めての敵対的TOBを敢行。これは後に筆頭株主のキヤノンや大株主である芙蓉グループが応じなかったこと、さらに経営陣側も不採算部門の撤退などを発表しTOB期限当日までに集まった株は少数だったため失敗に終わる。
- 2002年1月 - アパレルメーカー東京スタイルの株9.3％を取得（東京スタイル事件）。これを機に村上の名が世間に広まる。
- 2003年7月 - ニッポン放送の株7％を取得。
- 2004年
  - 10月 - 製紙用フェルト大手の日本フエルトの株式21.7%を取得し筆頭株主に。
  - 12月 - 倉庫業界大手の住友倉庫の株式約15%を取得し住友グループ各社をしのぐ筆頭株主となる。
- 2005年
  - 1月 - 玩具メーカータカラの株式10％近くを獲得。創業者一族以外ではコナミに続く大株主となる。
  - 4月 - 大証の株式10%近くを獲得。筆頭株主となる。
  - 8月 - 村上世彰の個人名義等と合わせ、大証の株式の20%超保有の許可を金融庁に申請したが、「村上氏の事業に関連する取引所の健全な運営を損なう恐れがないとの確証が得られない」とし却下された。
  - 9月 - 阪神電気鉄道株式26.67％を保有し、同社筆頭株主に。同時に、阪神百貨店株式も18.19％保有し、阪神電鉄に次ぐ大株主にもなった（但し阪神百貨店は10月1日に株式交換で阪神電鉄が100％子会社化することを予定しており、阪神百貨店株式の保有は実質的には阪神電鉄株式の保有）。
  - 10月 - 10月に子会社化された百貨店株の電鉄株への交換や、新株引受権付き社債の株式への転換などで、電鉄株式保有比率が38.1%に上昇。株主総会における重要事項の拒否権を得る。子会社プロ野球球団「阪神タイガース」の大阪証券取引所・ヘラクレス市場の上場を提案。
  - 10月14日 - 同社が系列のMACアセットマネジメントを通して、東京放送（現・東京放送ホールディングス）の全発行済み株式の7.45%を取得していたことが関東財務局に提出された株式大量保有報告書によって明らかになった。
- 2006年
  - 3月10日 - シンガポールにマック・アセット・マネジメント・ピーティーイー・リミテッド (Mac Asset Management Pte., Ltd.) を設立。MACアセットマネジメントの運用資金を、シンガポールの同法人にシフトした。
  - 5月12日 - MACアセットマネジメントが、関東財務局に対し投資顧問業の廃業届を提出した事が明らかになった。これにより、同社は日本国内に於ける投資家に対しての投資助言業務は一切できなくなった。投資顧問業をシンガポール法人のマック・アセット・マネジメント・ピーティーイー・リミテッドに移管。
  - 5月16日 - オリックスが出資と役員派遣を中止する。
  - 6月5日 - 村上世彰が証券取引法違反（インサイダー取引）で逮捕される（村上ファンド事件）。

## 株式を5%以上取得していた企業
- シナネン
- 東京スタイル（2001年 - 2006年、特に2002年にクローズアップ）
- ニッポン放送 （2003年） - 現在はフジ・メディア・ホールディングスが完全子会社化、同社を分割吸収し現在に至る。
- 日本フエルト（2004年）
- 住友倉庫（2004年）
- アライドマテリアル（2004年） - 後に親会社の住友電工がTOBをかけて完全子会社化、現在に至る。
- タカラ（2005年） - コナミが同社保有株式を四條に売却、インデックスが株式を取得。その後、同業大手のトミーと合併し現在のタカラトミーとなる。
- ウッドランド（2005年）
- 東京放送（現・TBSホールディングス） - 2005年に取得し同年9月までに売却したが、2006年に再度取得。
2006年から2007年頃に楽天が筆頭株主に。一度は敵対的TOBと言われていた。
- 日本証券金融（2005年）
- 大阪証券取引所（2005年） - JASDAQの買収計画あり（経営統合を視野に入れていたと考えられる）。
- ヒュー・マネジメント・ジャパン（2005年）
- 松坂屋（2006年） - 同業大手の大丸と経営統合、共同持株会社・J.フロントリテイリングを設立。
- サークルKサンクス（2006年） - 当時ユニーの系列会社。後にユニーの完全子会社となり、2012年に上場廃止。
- USEN（2006年）
- ダイドーリミテッド（2006年） - その後、保有株式を肩代わりしたアパレル大手・オンワード樫山が筆頭株主となり、同社の傘下に入る。
- 東京ソワール（2006年）
- 新日本無線（2005年11月にTOB） - 主要株主の日清紡とTOB合戦、結果的に日清紡側に軍配。なお、村上ファンド解体後は日立メディコが第二位株主についた。
- 阪神電気鉄道（2005年 - 2006年） - この買収を契機に阪神は阪急ホールディングスと統合し、現在の阪急阪神ホールディングスとなった。阪急・阪神経営統合も参照。
- JST（旧日本鉄塔工業。2005年取得、2006年売却）
- 特種製紙 - 同業中堅の東海パルプと統合、共同持株会社・特種東海HDが設立される。
- 瑞光
- 東京美装興業 - アパマンショップネットワークと包括提携、同グループの傘下に入る。
- 日本医療事務センター
- ハイレックスコーポレーション（旧日本ケーブル・システム）
- 中村屋
- エフ・ディ・シィ・プロダクツ
- TRNコーポレーション
- セブンシーズホールディングス（旧イシイコーポレーション→旧ゼィープラス→旧ゼィープラスホールディングス）
- GMOインターネット
- ドリームテクノロジーズ
- ホシデン
- 日商エレクトロニクス
- ダイワボウ情報システム - その後、同社の筆頭株主で経営権を持つダイワボウは保有株式の半数近くを豊田通商に売却した。

## M&Aコンサルティングとニッポン放送の関係
フジテレビは、元々ニッポン放送と文化放送を主体として、それに東宝・松竹・大映などの映画会社が共同出資して設立された企業である。このような経緯から、フジテレビの筆頭株主がニッポン放送である構造が続いており、ニッポン放送が保有するフジテレビ株の時価総額が、ニッポン放送自体の株式時価総額を上回る親子逆転の状態が長い間続いていた。そこに目を付けたM&Aコンサルティングが2003年7月にニッポン放送株の7%を取得し、その後も着実にニッポン放送株を買い続け筆頭株主となった。
2004年6月におこなわれたニッポン放送の株主総会の前に（5月25日）M&Aコンサルティングは「ニッポン放送とフジテレビの2社による持ち株会社を設立」、「同年2月にニッポン放送がフジテレビ株を売却した事で会社資産の110億円が流出した事」を指摘し、M&Aコンサルティング社長・村上世彰らの社外取締役候補として選出を提案（このときのM&Aの持ち株は関連会社込みで19.5%）。これに対してニッポン放送は、ジャーナリストの野中ともよ、弁護士の久保利英明（後のライブドアとの対立でニッポン放送側の弁護人）、みずほ信託銀行社長の衛藤博啓の3人を候補として提案。6月8日、M&A側は株主総会で村上らの社外取締役選出の提案を撤回する一方で、資本政策について議論する「資本政策懇話会（仮称）」の設置を実現。
その後はニッポン放送の経営権問題を参照。以下は「ニッポン放送の～」に記載されていなかった出来事を書く。2005年2月25日ニッポン放送がフジテレビに対しての新株予約権について両社に対して批判的なコメントを発表。同年2月28日にM&Aが関東財務局に提出した大量保有報告書でM&Aが所有しているニッポン放送株の持ち株比率が1月時点では18.75%だったものが3.44%まで減少していたことが判明した。

## テレビ番組
- 日経スペシャル ガイアの夜明け 会社は誰のものか 〜大買収時代 株式を巡る攻防〜（2005年7月12日、テレビ東京）[10]。